# Io canto il corpo elettrico!
Io canto il corpo elettrico! (I Sing the Body Electric!) è una raccolta di racconti dell'autore americano Ray Bradbury. 
Il libro prende il titolo dall'omonima poesia di Walt Whitman tratta dalla sua raccolta Foglie d'erba.

## Storia editoriale
La raccolta originale contiene diciassette racconti ed un poemetto, in gran parte già apparsi su riviste tra il 1948 e il 1969. 
Nel 1998, l'Avon Books pubblicò una raccolta intitolata I Sing the Body Electric! and Other Stories, che raccoglieva tutte le storie dell'edizione originale oltre ad alcuni racconti tratti da Molto dopo mezzanotte.
In Italia, la raccolta apparve nel 1971, nella collana Il Meglio della Longanesi & C., col titolo Il meglio di Ray Bradbury (1965-1970). Diciotto nuovi racconti scelti da lui stesso. Nel 2001 fu ripubblicata negli Oscar Mondadori con un titolo che è la traduzione di quello originale.

## Racconti contenuti
Tra parentesi i titoli originali.

### La macchina del Kilimangiaro(The Kilimanjaro Device)
Dopo un lungo viaggio in auto, un uomo arriva nell'Idaho e inizia a fare domande su un abitante del luogo che è deceduto. In un bar trova infine qualcuno che lo conosce ; sebbene non se ne dica mai il nome, appare chiaro che la persona in questione è nientemeno che Ernest Hemingway. Quando gli viene chiesto il motivo del suo interesse, il viaggiatore rivela che il suo furgone ha la capacità di viaggiare nel tempo. Spiega inoltre che ci sono "tombe giuste" e "tombe sbagliate", che le persone non muoino sempre al momento giusto e che la persona di cui chiede è una di queste. Il viaggiatore quindi riparte alla ricerca di Hemingway, sperando di aiutarlo a concludere meglio la sua vita.

### Il terribile incendio, lassù al castello(The Terrible Conflagration Up at the Place)
Durante la Rivolta di Pasqua, una banda di ribelli complotta di rovesciare un lord locale dai suoi possedimenti e di manifestare la propria libertà bruciando la sua casa ancestrale. Prima che possano mettersi all'opera, il lord in persona li coglie sul fatto e li invita nella magione. Offrendo loro da bere, si dice disponibile a lasciare che brucino il palazzo, ma chiede che compiano l'azione la notte seguente, in modo che lui e sua moglie possano ancora andare a teatro. I ribelli si dicono d'accordo che questa sia la cosa migliore da fare. Tuttavia, prima che lascino la casa, il lord chiede anche che risparmino le inestimabili opere d'arte che vi si trovano. Ben presto i ribelli si rendono conto che le complicazioni sono troppo grandi ed il lord è troppo amabile, così decidono di rinunciare al loro piano.

### Il bambino del futuro(Tomorrow's Child)
Peter e Polly sono eccitati per la nascita del loro primogenito, ma il dottore ha delle notizie spiacevoli. Per una serie di malfunzionamenti nei nuovi macchinari, il loro neonato ha visto la luce in un'altra dimensione. Anche se è sano, l'aspetto del bambino è quello di una piccola piramide blu con appendici simili a tentacoli. Peter e Polly decidono di portare il bambino a casa alla condizione che i medici continuino il lavoro di ricerca su come riportare il loro figlio nella dimensione corretta. Il tempo passa, con i due genitori che devono sopportare il fardello di crescere un figlio anormale; la situazione è pesante in particolare per Polly, che comincia a bere forte. Dopo circa un anno, i medici li mettono davanti ad una scelta difficile: i loro tentativi di recuperare il bambino si sono rivelati inutili, tuttavia sarebbero in grado di mandare Peter e Polly nella stessa dimensione in cui egli si trova. Essi si riunirebbero col loro figlio, ma il loro aspetto alterato li separerebbe dal resto della società. La coppia accetta la proposta e può finalmente vedere le membra paffute del loro bambino.

### Donne(The Women)
Un uomo e sua moglie si trovano su una spiaggia in un giorno d'estate, quando nell'acqua si risveglia qualcosa di sinistro. Questa entità intende attirare l'uomo nelle profondità dell'oceano invitandolo a fare un passo tra le onde. Sempre più conscia del pericolo, la moglie fa di tutto per distoglierlo dal richiamo delle acque. Man mano che il tempo passa, l'entità acquatica diventa sempre più disperata, sapendo che se entra la fine della giornata non sarà riuscita ad impadronirsi dell'uomo l'avrà perso per sempre. Nubi temporalesche si avvicinano e la donna crede di aver vinto; suo marito non riesce a capacitarsi di come ella sembri così felice che il loro ultimo giorno alla spiaggia sia stato rovinato. Mentre iniziano ad allontanarsi, l'uomo ode improvvisamente la voce, implorante aiuto, di qualcuno che sta per annegare, e si getta nell'acqua per salvarlo. L'entità avvolge l'uomo, e qualche ora dopo il corpo di quest'ultimo viene rigettato a riva.

### Il motel dei polli ispirati(The Inspired Chicken Motel)
Il narratore ricorda il tempo che aveva passato viaggiando con la famiglia durante la Grande depressione; in particolare, rammenta con affetto un motel il cui proprietario aveva una gallina con la capacità di prevedere la sorte. Quando arriva la famiglia, il proprietario le fa dono di due uova deposte pochi giorni prima: su di uno v'è l'immagine di un giovane toro, mentre l'altro porta il messaggio "Riposate in pace. La prosperità è vicina." Incerta su come interpretare il messaggio, ma comunque rinfrancata nelle sue speranze, la famiglia si rimette in viaggio.

### A Gettysburg, sottovento(Downwind from Gettysburg)
Quando una copia robotica di Abraham Lincoln viene colpita a morte in un cinema, il suo creatore Bayes l'accomoda su una sedia e rammenta i momenti in cui egli e il suo collega Phipps l'avevano costruita. Bayes si confronta con l'uccisore, il signor Booth, un uomo autocommiserativo che prova piacere nel provocare dolore. Bayes lo interroga, scoprendo che Booth aveva ucciso Lincoln per ottenere attenzione e piacere. Bayes allora fa in modo di sminuirlo, dichiarandogli che non otterrà alcun'attenzione dall'assassinio. Il killer si ribella, ma Bayes lo intimidisce, arrivando al punto di minacciarlo di morte se solo oserà parlare dell'assassinio. Booth fugge dal cinema, mentre Bayes riflette se abbia fatto la cosa giusta a lasciarlo andare.

### Sì, ci troveremo al fiume(Yes, We'll Gather at the River)
Una piccola città si confronta con l'evento della costruzione di una nuova strada. Questa la taglierà completamente fuori, minacciando la sopravvivenza di tutte le attività economiche della cittadina. I padroni dei negozi riflettono su come le cose sono cambiate: un tempo occorrevano anni per costruire le strade, mentre adesso è solo questione di ore. Ciascuno di loro sa che anche nel caso in cui si spostassero, una parte di loro morirebbe con la città; alla fine accettano il loro fato senza patemi, considerando l'inevitabile cambiamento di direzione della strada come quello di un fiume che scorre.

### Il vento freddo, il vento caldo(The Cold Wind and the Warm)
A Dublino, in Irlanda, David e il suo gruppo di strani viaggiatori arriva al Royal Hibernian Hotel, con l'intenzione di "fare qualcosa di misterioso". Essi incontrano diversi cittadini, alcuni dei quali trovano che i visitatori siano bizzarri e sospetti e si mettono ad osservarli mentre se ne stanno fermi nel parco, a guardare le foglie che cambiano colore. Si mettono quindi a raccontare le loro osservazioni in una taverna, nella quale poi arriva David in persona. Egli racconta la storia di due stirpi, ciascuna delle quali si recava nel paese dell'altra per sfuggire al caldo o al freddo, e rivela che egli stesso stava cercando di sfuggire al calore dei paesi equatoriali visitando un luogo più freddo come l'Irlanda. I cittadini guardano le foglie che cambiano colore mentre David e la sua combriccola tornano nei loro paesi.

### Telefonata notturna(Night Call, Collect)
Un uomo abbandonato su Marte si trova in una casa vuota di una città vuota. Un telefono squilla, e quando solleva la cornetta sente la propria voce. Ha passato tanti anni a registrare messaggi per quando sarebbe stato vecchio, a programmare le connessioni in modo che non potesse mai sentirsi solo. Ora, a distanza di anni, le chiamate hanno iniziato ad arrivare. In un primo momento sono confortanti, ma presto diventano un esasperante ricordo di tutto ciò che ha perduto. Il suo "io" giovanile si mette al di fuori dello scorrere del tempo, facendosi beffe di lui man mano che invecchia. Esasperato, si mette a percorrere il pianeta, cercando di distruggere ogni vestigio della propria voce. Sulla sua strada s'imbatte in una chiamata da un'astronave di passaggio: sarà finalmente recuperato, o si tratta solo di un altro scherzo giocatogli dalla sua voce?

### Lo spettro della casa nuova(The Haunting of the New)
Nora, la ricca proprietaria di un illustre palazzo, invita il suo amico Charlie a investigare sull'edificio perché le sembra che esso abbia fatto fallire l'ultimo party che vi si è tenuto. Mentre si dirige verso la casa, Charlie si ricorda del tempo passato insieme con Nora, e mentre la perlustra trova alcuni bei ricordi del suo passato. Nora allora gli rivela che la casa originale è bruciata quattro anni prima, ma che l'ha ricreata fin nei più piccoli dettagli con l'aiuto di molti artigiani. Vorrebbe anche donarla a Charlie, spiegando che lei era troppo peccaminosa e vecchia per la casa, e che erano stati proprio i suoi peccati a farla bruciare fino alle fondamenta. Charlie rifiuta, e si dirige con Nora all'altra casa di lei, tenendola per mano.

### Io canto il corpo elettrico(I Sing the Body Electric!)
In seguito alla morte prematura della madre, una famiglia decide di comprare una nonna elettrica per aiutare in casa e fungere da tata per i tre bambini. Eccitati dall'idea, Tom, Timothy e Agatha si recano col loro padre al salone dell'azienda Fantoccini per farsi costruire su misura la loro nuova nonna. Sono i bambini a scegliere i componenti, il colore degli occhi, persino il timbro della voce. Qualche settimana più tardi arriva un misterioso pacco, un sarcofago contenente la loro nonna elettrica fresca di fabbrica. Girando una chiave essa si attiva e diventa presto una parte essenziale della famiglia. Tom, Timothy e il loro padre iniziano subito ad adorarla, ma Agatha rimane distante, diffidente. Diventa lentamente chiaro che Agatha non crede che la nonna resterà sempre con loro; teme che essa li lascerà, come ha fatto la loro madre. Un giorno, Agatha fugge da casa in lacrime verso la strada trafficata. In un lampo, la nonna la mette in salvo, al prezzo di essere investita dall'automobile. Agatha piange, ma viene confortata dalla nonna, che esce incolume dall'incidente. La nonna insiste che non l'abbandonerà mai che neppure la morte può separarle. Agatha comprende che la nonna è l'unica che può mantenere quella promessa e si apre finalmente a lei.

### Il giorno che si aprirono le tombe(The Tombling Day)
In una piccola città del Missouri, un cimitero in disuso sarà smantellato per farvi passare sopra una nuova strada; agli abitanti del posto è concesso di spostare le vecchie ossa. Una vecchia riesuma il suo antico fidanzato e porta la sua bara a casa per il riposo definitivo. Rimane stupefatta quando scopre che il suo amato è rimasto esattamente come quando era stato sepolto sessant'anni prima: un piacevole uomo di ventitré anni. La donna sente improvvisamente l'oppressione della sua vecchiaia, poiché non le è rimasto niente della sua antica bellezza.

### Tutti gli amici di Nicholas Nickleby sono amici miei(Any Friend of Nicholas Nickleby's Is a Friend of Mine)
Un uomo che si fa chiamare Charles Dickens arriva in una piccola città del Midwest americano e si stabilisce in una pensione gestita dalla madre del narratore, un ragazzo. Egli va avanti a "scrivere" i romanzi di Dickens, talora dettandoli al ragazzo e talora usando carta e penna. Per il ragazzo, l'uomo è un'ispirazione; per gli adulti della città, è un imbroglione. Quando, sconsolato, sta per abbandonare il luogo, il ragazzo gli presenta la bibliotecaria, una zitella con la quale nasce l'amore.

### Il peso massimo(Heavy-Set)
Un trentenne inconcludente vive ancora con la madre, che si preoccupa per il suo benessere; c'è però qualcosa di sinistro nel figlio, che tutte le sere fa dei pesanti esercizi fisici e declina gli inviti ad attività sociali.

### L'uomo con la camicia Rorschach(The Man in the Rorschach Shirt)
Uno psichiatra, dopo essere andato in pensione, decide di impiegare le sue competenze in un hobby da praticare fuori casa. A tal fine, indossa delle camicie a tema di test di Rorschach, chiedendo alle persone che incontra che cosa vedono nella sua camicia.

### Enrico IX(Henry the Ninth)
A causa del tempo inclemente e sempre peggiore, i popoli dell'emisfero boreale decidono di migrare in modo permanente verso climi più caldi. A breve sarà evacuata l'intera Gran Bretagna, tranne che per un uomo riluttante che ha scelto di prendersi cura della terra quando sarà abbandonata.

### La città perduta di Marte(The Lost City of Mars')
Stanco del solito lusso, un ricco uomo d'affari desidera una nuova avventura: scoprire la favolosa città perduta di Marte, Dia-Sao, la Città del Destino. Raccoglie uno strano equipaggio ciurma e inonda i canali di Marte, da lungo tempo asciutti, giacché il pianeta non è mai stato esplorato in barca. In questo modo la ciurma trova la città nascosta in una montagna, ma quale sinistro segreto ne ha allontanato paurosamente gli abitanti?

### Cristo Apollo(Christus Apollo)
Poemetto in cui l'autore s'interroga sulla possibilità che l'incarnazione di Cristo sia avvenuta anche su altri mondi e che l'esplorazione dello spazio da parte degli esseri umani si ponga come una sorta di continuazione (l'Ottavo giorno) della Creazione.

## Critica
Joanna Russ recensì favorevolmente la raccolta, dicendo: «Questo è un Bradbury di terza categoria. È sciocco. Ribalta completamente la citazione di Whitman che usa nel titolo. È ottimo» La Russ notò che Bradbury «presenta quasi ogni cosa in un registro lirico o drammatico, e sebbene il registro lirico talvolta si appiattisca, i dialoghi drammatici quasi mai lo fanno. Questo dà alla sua opera una personalità di eccezionale immediatezza». Anche il New York Times accolse favorevolmente il  Corpo Elettrico, scrivendo «Quale che sia la premessa, l'autore conserva un entusiasmo per il mondo sia naturale che soprannaturale che manda un fremito di eccitazione anche attraverso i concetti più sottili».

## Adattamenti
Il racconto che dà il nome alla raccolta "Io canto il corpo elettrico!", fu adattato dall'episodio omonimo di Ai confini della realtà, scritto dallo stesso Bradbury. Nel 1982 Fu ulteriormente trasposto in un film per la televisione, The Electric Grandmother, con Maureen Stapleton.

## Edizioni italiane
- Ray Bradbury, Il meglio ]1965-1970[, traduzione di Maria Grazia Griffini, collana Il Meglio 26, Milano, Longanesi & C., 1971.
- Ray Bradbury, Io canto il corpo elettrico!, traduzione di Maria Grazia Griffini, Piccola Biblioteca Oscar 248, Milano, Mondadori, 2001,  p. 413, ISBN 88-04-49079-9.